# تاريخ طالبان

علم طالبان

هذا هو الجدول الزمني لخلفية صعود طالبان إلى السلطة، من إجراءاتها الأولى في أكتوبر-نوفمبر 1994 إلى الاستيلاء على العاصمة الأفغانية، كابل في سبتمبر 1996. ويوضح بالتفصيل أصول حركة طالبان في قومية البشتون، ويربط بإيجاز أسسها الأيديولوجية بأسس المجتمع الأفغاني الأوسع. ويورد تفاصيل عن توطيد حركة الطالبان للسلطة، إذ يذكر حالات الاضطهاد التي قام بها مسؤولو طالبان خلال السنوات الخمس التي قضوها في السلطة في أفغانستان وخلال حربهم مع التحالف الشمالي.

## الخلفية
كانت طالبان، التي تعني حرفيًا 'تلاميذ الإسلام' أو 'طالبي المعرفة' لقرون جزءًا من الحزام القرآني في قندهار. كان أعضاؤها معلمين أو وسطاء نزاع أو معزين لمن يحتضرون. وكانوا يدرسون أيضًا في المدارس الإسلامية، ويعتاشون على الهبات الخيرية. بعد استكمال دراستهم كان بوسعهم أن يصبحوا ملا، 'مانح المعرفة'. وفر ذلك شكلًا من أشكال الخدمة المدنية الإسلامية في غياب الدولة. 
في عام 1978، أوصلت ثورة ثور إلى السلطة الجمهورية الديمقراطية الأفغانية المدعومة من الاتحاد السوفييتي، التي أطلقت في ما بعد حملة ماركسية ضد الزعماء الدينيين. في الوقت نفسه، كانت الثورة الإيرانية تنشر إسلاموية عسكرية من البلد المجاور عبر شبكات سرية. بدأ مؤيدوها بنشر أفكارهم على امتداد الصحراء، لا سيما إلى مدينة هراة التي يمكن الوصول إليها، والتي كانت يقطنها العديد من المسلمين الشيعة شأنها شان إيران. ومع ذلك، واصلت الحكومة الشيوعية حملتها ضد الممارسات الإسلامية والتقليدية. في مارس من عام 1979، اندلعت انتفاضية هراة ردًا على إعلان برنامج محو أمية قسري للفتيات. أفضى هذا إلى امتداد الثورة إلى الريف الغربي. وفي النهاية، بدأ تمرد أكبر من قبل المجاهدين. في أعقاب تدخل الاتحاد السوفييتي في أفغانستان في عام 1979، دخل المقاتلون المجاهدون الإسلاميون في حرب مع القوات السوفييتية تلك. 

### النفوذ الأجنبي
على الفور بدأت وكالة الاستخبارات المركزية بتقديم الدعم للثورة في أنحاء باكستان. على الرغم من عدم ظهور أي وثائق تفيد بأن وكالة الاستخبارات المركزية قد قدمت دعمًا مباشرًا لطالبان، انتشرت أقاويل أن الدعم العسكري قُدم بصورة غير مباشرة لطالبان نظرًا إلى أن وكالة الاستخبارات المركزية وآي إس آي (وكالة الاستخبارات الداخلية الباكستانية) كانتا قد قدمتا، في ثمانينيات القرن العشرين، الأسلحة للأفغان الذين كانوا يقاومون الغزو السوفييتي لأفغانستان، وقدمت آي إس آي المساعدة في عملية جمع المسلمين المتطرفين من جميع أنحاء العالم لمحاربة السوفييت. اتبع الزعيم الباكستاني محمد ضياء الحق أجندة دينية وسياسية في أفغانستان. كان ضياء الحق يرى وجوب اعتناق الإسلام السياسي، قائلًا أن الدين والأيولوجيا كانا المصدر الرئيسي لقوة البلاد. وكان أيضًا ينظر إلى الجهاد كسلاح سياسي. أصر ضياء الحق على أن يمر كامل دعم وكالة الاستخبارات المركزية للمجاهدين عبر أيدٍ باكستانية. كان الدعم الباكستاني لهم تحت إشراف وكالة الاستخبارات الباكستانية الداخلية. 
دعم ضياء الحق وأختر عبد الرحمن، قائد وكالة الاستخبارات الباكستانية الداخلية، بناء المدرسة، المدارس الدينية الإسلامية، على طول الحدود لتعليم الأفغان الشبان مع تزايد عددهم في كافة أنحاء باكستان من 900 في عام 1971 إلى نحو 33 ألف بحلول عام 1988. كان العديد من هؤلاء قد نالوا تمويلهم عبر رعاة من المملكة العربية السعودية ودول أخرى في الخليج العربي. تبنت هذه المؤسسات الأيديولوجيا الدينية السعودية. امتلك العديد من كبار قادة طالبان أفغانستان، ومن بينهم الملا عمر، صِلاة وثيقة بمدرسة دار العلوم حقانية في أكورا ختاك في باكستان التي كانوا قد التحقوا بها، وصلاة بدورها في دعم طالبان. كانت المدرسة تُدار من قبل سميع الحق من جامعة علماء الإسلام، الذي يُشار إليه عادة ب«أبو طالبان». 
دمجت المدرسة السياسة الإسلامية بتعاليم حركة ديوبندية المحافظة. خلال الفراغ في السلطة الذي تسبب به الانسحاب السوفييتي من أفغانستان في عام 1989، مُزقت البلاد من قبل مجموعات المجاهدين المتحاربة. حذر الرئيس محمد نجيب الله من أن «أفغانستان ستتحول إلى مركز للإرهاب». في البداية دعمت الاستخبارات الباكستانية قوات غلبدين حكمتيار، وكان الضباط العسكريون الأفغان السابقون تحت قيادتها. إلا أن حكمتيار لم يحقق نجاحًا مع استيلاء أحمد شاه مسعود على كابول في عام 1992. كان جافد نصير، القائد الجديد لآي إس آي، واعظًا علنيًا بالقيم الإسلامية وكان أكثر قادة الاستخبارات الباكسانية تدينًا من بين مجايليه. بصفتها رئيسة وزراء باكستان الجديدة، أرادت بينظير بوتو تطوير اقتصاد باكستان من خلال التجارة البرية في آسيا الوسطى. كان وزير الداخلية في حكومتها نصر الله بابار واحدًا من الشخصيات البشتونية البارزة التي نظمت تدريب حرب العصابات للأفغان في السبعينيات من القرن العشرين. ودعم بابار استخدام إقليم بشتونستان للوصول إلى أسواق آسيا الوسطى. 
في أكتوبر من عام 1994، نظم بابار توصيل قافلة تجريبية للصادرات الباكستانية إلى باكستان. مع وصول القافلة إلى الحدود الباكستانية، كانت طالبان قد بدأت للتو عملياتها في المنطقة. اغتنمت وكالة الاستخبارات الباكستانية فرصة ممارسة السلطة في الإقليم عبر تقوية حركة طلابية قندهارية لم تكن معروفة من قبل. واستمروا كحلفاء باكستانيين في دعم طالبان في مساعيهم لغزو أفغانستان في التسعينيات. 

## الاتصال مع وكالة المخابرات الباكستانية
خلال فراغ السلطة الناجم عن انسحاب القوات السوفيتية من أفغانستان في عام 1989، مزقت جماعات المجاهدين المتحاربة البلاد. اغتنمت وكالة المخابرات الباكستانية فرصة ممارسة السلطة في المنطقة من خلال تعزيز حركة طلابية قندهارية لم تكن معروفة من قبل. واصل الحلفاء الباكستانيون دعم طالبان في مساعيهم لغزو أفغانستان في التسعينيات من القرن العشرين.
كانت حركة طالبان متمركزة في مناطق هلمند، وقندهار، وأروزكان وكانت بأغلبية ساحقة من البشتون الإثنية ومعظمهم من البشتون الدراني.
تمتعت طالبان في البداية بسمعة طيبة هائلة لدى الأفغان الذين سئموا الفساد والوحشية والقتال المستمر من قبل قادة الحرب المجاهدين. حرضت الكثير من القصص مثل اغتصاب وقتل صبية وفتيات من عائلة مسافرة إلى قندهار أو اعتداء مماثل من قبل قطاع الطرق المجاهدين، محمد عمر (الملا عمر) وطلابه على التعهد بتخليص أفغانستان من هؤلاء المجرمين. وكان الدافع الآخر هو أن مافيا شحن الشاحنات التي تتخذ من باكستان مقرًا لها والمعروفة باسم «تجارة المرور العابر الأفغانية» وحلفاؤها في الحكومة الباكستانية، دربت وسلحت ومولت حركة طالبان لتطهير الطريق الجنوبي عبر أفغانستان إلى جمهوريات آسيا الوسطى من عصابات قطع الطرق الابتزازية.
ارتبط العديد من كبار قادة حركة طالبان الأفغانية ارتباطًا وثيقًا بمدرسة دار العلوم حقانية في أكورا ختك في باكستان وحضروا هذه المدرسة، من بينهم الملا عمر، والتي دعمت بدورها حركة طالبان. تولى إدارة هذه المدرسة مولانا سميع الحق من جمعية علماء الإسلام الذي يشار إليه غالبًا باسم «أبو طالبان».

### مزاعم الارتباط «بالغرب» أو الولايات المتحدة (وكالة المخابرات المركزية)
بعد تدخل الاتحاد السوفيتي في أفغانستان عام 1979، انخرط المجاهدون الإسلاميون في حرب مع تلك القوات السوفيتية. وتحول بعض هؤلاء المقاتلين الإسلاميين فيما بعد إلى طالبان وفقًا للأستاذة كارول هيلينبراند التي قالت: «لقد ساعد الغرب طالبان في محاربة الاحتلال السوفيتي لأفغانستان». 
على الرغم من عدم ظهور أي توثيق رسمي يفيد بأن وكالة المخابرات المركزية دعمت بشكل مباشر طالبان أو القاعدة، فقد توفر أساس ما للدعم العسكري لطالبان عندما قدمت وكالة المخابرات المركزية ووكالة المخابرات الباكستانية، في أوائل الثمانينيات من القرن العشرين، أسلحة للأفغان الذين يقاومون الغزو السوفيتي لأفغانستان، وساعدت وكالة المخابرات الباكستانية في عملية جمع المسلمين المتطرفين من جميع أنحاء العالم لمحاربة السوفييت. وكان أسامة بن لادن أحد العناصر الفاعلة الأساسية في تنظيم المعسكرات التدريبية للمتطوعين العرب الأجانب، مع أن منظمته، مكتب الخدمات، كانت ممولة حصريًا من السعودية.
يذكر أحمد رشيد أن الولايات المتحدة دعمت حركة طالبان بشكل غير مباشر من خلال حليفها في باكستان بين عامي 1994 و1996 لأن واشنطن اعتبرت طالبان معادية لإيران ومعادية للشيعة وموالية للغرب. على سبيل المثال: لم تدل بأي تعليق عندما استولت طالبان على هراة في عام 1995، وطردت آلاف الفتيات من المدارس.
في هذه المرحلة المبكرة، أيدت روبن رافيل، مساعد وزير الخارجية لشؤون جنوب ووسط آسيا آنذاك، بقوة الجهود المبذولة للتعامل مع الطالبان. ودعمت أيضًا مشروع خط أنابيب بقيادة شركة يونوكال التي تؤيدها طالبان في رحلات إلى أفغانستان وباكستان في أبريل وأغسطس 1996. كانت من أوائل المسؤولين الأمريكيين الكبار الذين التقوا شخصيًا مع طالبان، بمن فيهم زعيمها محمد عمر. ودعت المجتمع الدولي إلى «إشراك طالبان». كان لرافيل دور فعال في تنسيق إقامة وزارة الخارجية للعلاقات الدبلوماسية مع طالبان بعد فترة وجيزة من استيلائها على كابول. ورحبت باستيلائهم على كابول في سبتمبر 1996 باعتبارها «خطوة إيجابية». أكسبها دعمها المستمر لطالبان منذ أيامها الأولى لقب «سيدة طالبان» و«عرابة طالبان» في بعض الأوساط.
في أواخر عام 1997 بدأت وزيرة الخارجية الأمريكية مادلين أولبرايت في إبعاد الولايات المتحدة عن طالبان، وانسحبت يونوكال من المفاوضات المتعلقة بإنشاء خط أنابيب من آسيا الوسطى.

## النشوء في أفغانستان
كان النشاط العسكري الرئيسي الأول لطالبان في أكتوبر-نوفمبر 1994 عندما زحفوا من مايواند في جنوب أفغانستان للاستيلاء على مدينة قندهار والمحافظات المحيطة بها، وخسروا بضع عشرات فقط من الرجال. استولوا بدايةً على معبر حدودي ومخزن ذخيرة ضخم من قائد الحرب غلبدين حكمتيار، بعد بضعة أسابيع حرروا «قافلة تحاول فتح طريق تجاري من باكستان إلى آسيا الوسطى» من مجموعة أخرى من قادة الحرب الذين حاولوا ابتزازهم بالمال. في الأشهر الثلاثة التالية، سيطرت هذه «القوة المجهولة» على 12 مقاطعة من أصل 34 مقاطعة في أفغانستان، مع استسلام قادة الحرب المجاهدين لها دون قتال وتخلي «السكان المدججين بالسلاح» عن أسلحتهم. بحلول سبتمبر 1996 استولوا على العاصمة الأفغانية كابول. بدأ ظهور طالبان أيضًا عندما اغتصب اثنان من القادة المحليين للحكومة آنذاك فتاة. عثرت طالبان على القادة وشنقتهم عقوبةً لهم.

## توطيد السلطة
في ظل نظام طالبان، فُسرت الشريعة على أنها تحظر مجموعة واسعة من الأنشطة التي كانت مشروعة في أفغانستان: التوظيف، والتعليم والرياضة للنساء، والأفلام، والتلفزيون، والفيديو، والموسيقى، والرقص، وتعليق الصور في المنازل، والتصفيق أثناء الأحداث الرياضية، واللعب بالطائرات الورقية، وتشذيب اللحية. تضمنت إحدى قوائم حظر طالبان ما يلي:
لحم الخنزير، والخنزير، وزيت الخنزير، وأي شيء مصنوع من شعر الإنسان، وأطباق الأقمار الصناعية، وعلم التصوير السينمائي، والمعدات التي تنتج بهجة الموسيقى، وطاولات البلياردو، والشطرنج، والأقنعة، والكحول، والأشرطة، وأجهزة الكمبيوتر، وأجهزة الفيديو، والتلفزيون، وأي شيء يروج الجنس ومليء بالموسيقى، والنبيذ، وجراد البحر، وطلاء الأظافر، والمفرقعات النارية، والتماثيل، وكتالوجات الخياطة، والصور، وبطاقات عيد الميلاد.
كان يُطلب من الرجال أن يكون لديهم لحية تمتد إلى أبعد من القبضة المثبتة في قاعدة الذقن. من ناحية أخرى، كان عليهم تقصير شعر رؤوسهم وارتداء غطاء للرأس. منِعت حيازة صور الأشياء الحية، سواء الرسومات أو اللوحات أو الصور، والحيوانات المحشوة، والدمى.
صدرت هذه القواعد من قبل وزارة الأمر بالمعروف والنهي عن المنكر وطبقتها «هيئة الأمر بالمعروف والنهي عن المنكر»، وهو مفهوم يُعتقد أنه مستعار من الوهابيين. في المدن التي احتلوها حديثًا، ضرب مئات من رجال الأمر بالمعروف المخالفين (عادة الرجال الذين ليس لديهم لحى، والنساء اللواتي لا يرتدين البرقع بشكل صحيح) بالعصي الطويلة.
يعاقب على السرقة بقطع اليد وعلى الاغتصاب والقتل بالإعدام العلني. ويرجم الزناة المتزوجين حتى الموت. وفي كابول، نُفِّذت العقوبات أمام حشود في ملعب سابق لكرة القدم في المدينة.

### التجنيد الإجباري
وفقًا لشهادة أسرى معتقل غوانتانامو أمام محاكم مراجعة وضع المقاتلين، فإن طالبان، بالإضافة إلى تجنيد الرجال للعمل كجنود، جندت الرجال للعمل في الخدمة المدنية.